# Ralf Fährmann
Ralf Sebastian Fährmann (* 27. September 1988 in Karl-Marx-Stadt) ist ein deutscher Fußballtorhüter. Er stand bis Ende der Saison 2024/25 beim FC Schalke 04 unter Vertrag.

## Vereinskarriere

### Jugendjahre in Chemnitz
Ralf Fährmann begann 1995 seine Laufbahn als Torwart in der Jugendabteilung des VfB Chemnitz, für den er drei Jahre spielte. 1998 ging er in die Jugend des Chemnitzer FC, fünf Jahre später wechselte er zum FC Schalke 04.

### Jugendjahre auf Schalke
In der Jugend der Schalker avancierte Fährmann, wie auch zuvor in Chemnitz, zum Stammspieler. Am 19. November 2005 wurde er von Ralf Rangnick im Alter von 17 Jahren in den Kader der Bundesliga-Mannschaft berufen, blieb aber ohne Einsatz. In der U19 wurde er von Mohamed Amsif vertreten. Als Erster der Staffel West qualifizierte sich Fährmann mit seiner Mannschaft für die Meisterschaftsendrunde und zog, nachdem man Hertha BSC geschlagen hatte, ins Finale ein. Dort besiegte man die A-Jugend des FC Bayern München mit 2:1 und gewann die Deutsche A-Juniorenmeisterschaft 2006. Zur Saison 2006/07 blieb Fährmann Stammkeeper der A-Junioren, wurde aber in der Winterpause in den Kader der Profimannschaft berufen. Amsif agierte in der U19 fortan als Stammtorhüter.

### Profi bei Schalke 04
Nach dem Wechsel von Frank Rost zum Hamburger SV im Januar 2007 unterschrieb Fährmann einen bis zum 30. Juni 2009 laufenden Profivertrag. Allerdings blieb ihm ein Profi-Einsatz in der Saison 2006/07 verwehrt. Ab der Saison 2007/08 stieg er zur Nummer 3 hinter Stammtorhüter Manuel Neuer und Ersatzmann Mathias Schober auf. Allerdings spielte Fährmann zunächst nur in der Oberliga Westfalen für die zweite Mannschaft des Vereins. Am Ende der Saison stieg die Mannschaft in die Regionalliga West auf. Seinen ersten Bundesligaeinsatz bestritt Fährmann in der Saison 2008/09 im Revierderby bei Borussia Dortmund am 13. September 2008 (Endstand: 3:3), nachdem sich neben Neuer auch Schober verletzt hatte. Insgesamt kam er auf drei Bundesliga-Einsätze sowie jeweils einen Einsatz im DFB-Pokal und im UEFA Cup.

### Eintracht Frankfurt
Seinen im Sommer 2009 auslaufenden Vertrag beim FC Schalke 04 verlängerte Fährmann nicht und unterschrieb zur Saison 2009/10 einen bis zum 30. Juni 2012 laufenden Vertrag bei Eintracht Frankfurt. Allerdings bremste ihn wieder eine schwere Verletzung – in der Jugend hatte Fährmann bereits seinen ersten Kreuzbandriss erlitten – früh aus, sodass Eintracht-Trainer Michael Skibbe weiterhin auf Oka Nikolov als Stammtorhüter setzte. Fährmann kam erstmals am 12. Spieltag im Auswärtsspiel in Leverkusen zum Einsatz und kassierte vier Gegentore. In der folgenden Spielzeit setzte der neue Trainer Christoph Daum ab März 2011 für den Rest der Saison auf Fährmann als Nummer 1 im Tor. Die Eintracht stieg am Saisonende in die 2. Fußball-Bundesliga ab.

### Rückkehr zum FC Schalke 04

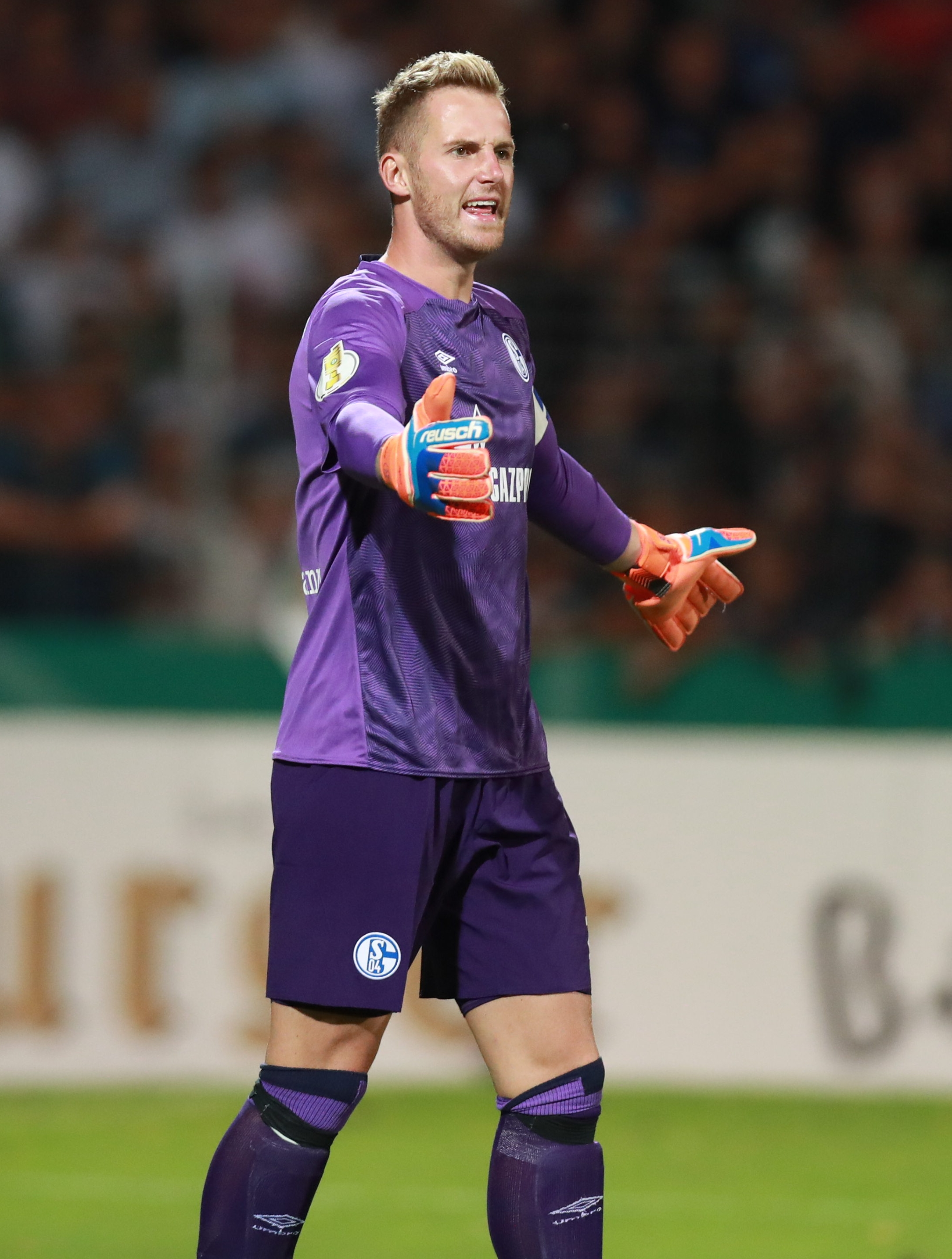
Ralf Fährmann im Trikot des FC Schalke 04 (2018)

In der Sommerpause 2011 verpflichtete der FC Schalke 04 Fährmann erneut, diesmal als Nachfolger des zum FC Bayern München abgewanderten Nationaltorwarts Neuer. Er unterschrieb einen Vierjahresvertrag und wechselte ablösefrei, da sein Vertrag bei den abgestiegenen Frankfurtern nicht für die 2. Liga galt. Er gab sein Pflichtspiel-Comeback beim Pokalsieger im DFL-Supercup gegen Borussia Dortmund. Im Elfmeterschießen hielt er die Schüsse von Kevin Großkreutz und von Ivan Perišić; Schalke 04 gewann den Supercup.
Am 9. Spieltag der Saison zog Fährmann sich in der Partie gegen den 1. FC Kaiserslautern wieder einen Kreuzbandanriss zu und musste mehrere Monate pausieren. Die Ersatzmänner Lars Unnerstall und der später verpflichtete Timo Hildebrand sowie Mathias Schober wurden ihm nach seiner Genesung vorgezogen.
In der Saison 2012/13 kam Fährmann nur noch in der zweiten Mannschaft des FC Schalke zum Einsatz. Während und nach einer längeren Verletzungspause Unnerstalls stieg Fährmann zum zweiten Torwart hinter dem mittlerweile etablierten Hildebrand auf.
Nach fast zwei Jahren ohne Profi-Einsatz sollte er zu Beginn der Saison 2013/14 im DFB-Pokal-Spiel gegen den SV Darmstadt 98 spielen, musste aber aufgrund einer Verletzung absagen. Sein Profi-Comeback gab er am 9. Spieltag der Saison beim 3:2-Auswärtssieg gegen Eintracht Braunschweig, da Hildebrand aufgrund eines Hexenschusses ausfiel. Infolge einer weiteren Verletzung Hildebrands absolvierte er am 26. November 2013 sein erstes Spiel in der UEFA Champions League beim 0:0 gegen Steaua Bukarest. Hier verdrängte Fährmann Hildebrand, der u. a. beim Champions-League-Spiel gegen den FC Chelsea Schwächen gezeigt hatte, aus dem Tor und absolvierte die restlichen Spiele der Hinrunde. Sechs Jahre nach seinem Debüt 2008 wurde Fährmann damit zum ersten Mal längerfristig Stammtorhüter bei Schalke.
Mit Fährmann als Nummer 1 im Tor startete Schalke 04 in die Rückrunde mit vier Siegen aus vier Spielen. Seine Leistungen wurden dabei als einer der Gründe für das gute Abschneiden Schalkes genannt. Schließlich kam es bis zum Ende der Saison zur bis dahin erfolgreichsten Rückrunde der Schalker Vereinsgeschichte.
Im Sommer 2014 wurde er bei einer vom Schalker Fan-Club-Verband durchgeführten Wahl zum Schalker Spieler der Saison 2013/14 gekürt. Bei der Wahl zum Revierfußballer des Jahres 2014 landete Fährmann auf dem dritten Platz hinter den Weltmeistern Benedikt Höwedes (Platz 1, FC Schalke 04) und Mats Hummels (Platz 2, Borussia Dortmund).
Fährmann ging als Nummer 1 in die Saison 2014/15. Allerdings wurde nach den Abgängen von Unnerstall und Hildebrand mit Fabian Giefer von Fortuna Düsseldorf ein neuer ebenbürtiger Torwart verpflichtet. Hinzu kam der erfahrene Christian Wetklo, der vorrangig Teil der zweiten Mannschaft wurde, aber in Vertretung von Giefer zu Beginn der Saison als sein Stellvertreter fungierte. Nachdem Fährmann alle Pflichtspiele der Hinrunde über die volle Distanz bestritten hatte, zog er sich im Trainingslager in Katar eine Kreuzbandverletzung zu und verpasste daraufhin den Start in die Rückrunde, Er wurde kurzzeitig von Giefer und nach dessen Verletzung von Timon Wellenreuther vertreten. Ab dem 27. Spieltag bis zum Ende der Saison hütete Fährmann das Tor. In einer verunsicherten Mannschaft galt Fährmann als einer der besten Spieler; die Mannschaft qualifizierte sich noch für die UEFA Europa League. Am 16. Oktober 2015 verlängerte Fährmann seine Vertragslaufzeit bis 2020.
Auch unter Trainer André Breitenreiter war Fährmann Stammtorwart und verpasste nur eine Minute der Bundesligasaison 2015/16, als er am letzten Spieltag in der 90. Minute gegen Alexander Nübel ausgewechselt wurde. Dazu bestritt er jedes Gruppenspiel der Europa League über die gesamte Spielzeit. Lediglich das zweite Hauptrundenspiel des DFB-Pokals verpasste er aufgrund einer Magen-Darm-Grippe.
Zur Saison 2017/18 wurde er von Trainer Domenico Tedesco zum Mannschaftskapitän ernannt und stand in allen 39 Saisonspielen der Mannschaft im Tor. In der folgenden Spielzeit verlor Fährmann nach nur 3 Spielen zu Null zur Rückrunde seinen Stammplatz an U21-Nationaltorhüter Alexander Nübel und kam nur noch in der Champions League zum Einsatz.

### Zwei Leihen ins Ausland
Zur Saison 2019/20 verlängerte Fährmann seinen Vertrag beim FC Schalke 04 um ein weiteres Jahr bis 2023, gleichzeitig wurde sein Wechsel auf Leihbasis in die Premier League zum Aufsteiger Norwich City bekannt gegeben. Mit Norwich, wo er auf sieben Landsmänner sowie den deutschen Cheftrainer Daniel Farke traf, ging er als Ersatz von Tim Krul in die Saison und absolvierte je ein Spiel in der Premier League, im FA Cup und im League Cup. Anfang März 2020 wurde Fährmann bis zum 30. Juni 2020 an den norwegischen Erstligisten Brann Bergen weiterverliehen, für den die Saison 2020 Anfang April begonnen hätte. Aufgrund der COVID-19-Pandemie wurden im März nahezu alle Ligen unterbrochen. Ab Mitte April trainierte Fährmann mit der Zustimmung von Brann Bergen unter David Wagner, der die Mannschaft zum Saisonbeginn übernommen hatte, wieder mit dem FC Schalke 04. Als die norwegische Liga Mitte Juni wieder aufgenommen wurde, kehrte Fährmann nicht mehr nach Bergen zurück. Die Leihe endete formal am 30. Juni.

### Rückkehr zu Schalke und Abstieg
In der Saison 2020/21 stand der Torhüter wieder im Kader des FC Schalke 04. Nachdem eine Verpflichtung des Schalker Wunschtorhüters Alexander Schwolow aus finanziellen Gründen nicht zustande gekommen war, legte sich Cheftrainer David Wagner vor Saisonbeginn mit den Worten „Die Trainingseinheiten und die Testspiele in der Vorbereitung haben gezeigt, dass Ralle zu alter Stärke zurückgefunden hat. Seit seiner Rückkehr nach Gelsenkirchen vor fünf Monaten hat er sich – nach einem für ihn persönlich schwierigen Jahr mit wenig Spielzeit – kontinuierlich gesteigert. Gerade in den vergangenen Wochen hat Ralle bewiesen, dass auf ihn zu 100 Prozent Verlass ist“ auf Fährmann vor Markus Schubert als Nummer 1 fest. Schubert wechselte daraufhin im Tausch für den dänischen Torhüter Frederik Rønnow auf Leihbasis für ein Jahr zu Eintracht Frankfurt. Gleichzeitig sollte Rønnow mit Fährmann um die Position des Stammtorhüters konkurrieren. Zunächst setzte sich auch hier Fährmann durch. Nach der Trennung des Vereins von David Wagner entschied sich dessen Nachfolger Manuel Baum allerdings gegen ihn und für den formstarken Rønnow im anstehenden Abstiegskampf. Nachdem sich beide Spieler im Dezember 2020 kurzfristig verletzt hatten, rückte zwischenzeitlich sogar Reservist Michael Langer erstmals für eine Partie in die Startformation der Gelsenkirchener. Da es auch Baum – wie wenige Wochen zuvor schon Wagner – jedoch nicht gelang, die Schalker Sieglosserie in der Bundesliga zu beenden, wurde sein Vertrag vorzeitig aufgelöst und die Torwartfrage war wieder offen. Interimstrainer Huub Stevens griff aufgrund der andauernden Verletzung Rønnows auf den inzwischen wieder genesenen Fährmann zurück. Sein Amtsnachfolger Christian Gross legte sich (entgegen großer Kritik) langfristig auf Fährmann, der sich ihm zufolge insbesondere durch seine Erfahrung und Kommunikationsbereitschaft auszeichnet, als Nummer 1 fest. Mit ihm im Tor gelang dem FC Schalke 04 am 9. Januar 2021 (15. Spieltag) durch einen 4:0-Heimerfolg gegen die TSG Hoffenheim der erste Bundesligasieg seit saisonübergreifend 30 Spielen.
Im Februar 2021 verletzte sich Fährmann erneut und fiel für mehrere Wochen aus. Vertreten wurde er zeitweise von Langer sowie dem wieder genesenen Rønnow. Auch von Dimitrios Grammozis, dem bereits fünften Schalker Trainer in dieser Saison, erhielt Fährmann nach seinem Comeback eine Startelfgarantie. Bereits am 30. Spieltag stand für Schalke der Abstieg in die 2. Bundesliga fest.
Fährmann ging vor Michael Langer und dem nach Schuberts Abgang neu verpflichteten Martin Fraisl als Stammtorhüter in die Saison, verpasste aber die ersten beiden Spiele aufgrund einer Corona-Infektion. Vor dem 3. Spieltag vereinbarten Fährmann und der finanziell angeschlagene Verein eine Gehaltsanpassung, in deren Zuge sein Vertrag um zwei Jahre bis zum 30. Juni 2025 verlängert wurde. Nachdem sich der Saisonbeginn für Schalke allerdings schwierig gestaltet hatte und für den nach überstandener Infektion zurückgekehrten Fährmann in fünf Spielen acht Gegentore zu Buche standen, entschied sich Grammozis nach dem siebten Spieltag, den Ersatztorhüter Fraisl zur neuen Nummer eins im Tor zu befördern. Im weiteren Verlauf der Saison bestritt er erst am letzten Spieltag beim 1. FC Nürnberg ein weiteres Spiel für die Schalker, die als Meister in die Bundesliga zurückkehrten.
In der Saison 2022/23 war Fährmann zunächst der Ersatz des Neuzugangs Alexander Schwolow. Fraisls Vertrag war hingegen nicht verlängert worden. Vor dem 18. Spieltag verdrängte Fährmann Schwolow wieder aus dem Tor. Er absolvierte fortan alle Spiele, ehe er am 28. Spieltag verletzt ausgewechselt werden musste. Fährmann stand in der Folge nur noch am letzten Spieltag im Tor. Die Schalker stiegen am Saisonende direkt wieder in die 2. Bundesliga ab.
Zum Beginn der Saison 2023/24 fehlte Fährmann verletzungsbedingt, sodass Marius Müller die „Nummer 1“ wurde. Fährmann absolvierte neun Zweitligaspiele, während Müller verletzt war.
Mit dem Beginn der Sommervorbereitung 2024 wurde Fährmann von Karel Geraerts in die zweite Mannschaft versetzt. Mit dieser absolvierte er in der Folge ein Trainingslager in Oberstdorf.
Im Sommer 2025 verließ er den Verein.

## Nationalmannschaft
Von 2003 bis 2004 bestritt Fährmann fünf Spiele für die U16-Nationalmannschaft. Danach hütete er ab 2004 für ein Jahr das Tor der deutschen U17. Insgesamt bestritt er für diese Juniorenauswahl 13 Partien. Von Ende 2005 bis 2006 durfte er das Tor der U18 hüten. Fährmann bestritt insgesamt vier Spiele für die U19-Nationalmannschaft und nahm 2007 an der U19-Europameisterschaft teil. Des Weiteren absolvierte er fünf Partien für die U20-Nationalmannschaft und ein Spiel für das U21-Team am 18. November 2008 beim 1:0-Sieg gegen die Auswahl Italiens.

## Privates
Fährmanns älterer Bruder Falk war ebenfalls Torwart und spielte bis zu seinem Karriereende 2017 für den Chemnitzer Kreisligisten FSV 08 Grüna-Mittelbach. Von 2006 bis 2014 war Fährmann mit einem deutschen Model liiert. 2016 heiratete er seine damalige Freundin Nadine Lukas.

## Sonstiges
Während des Bundesligaspiels FC Schalke 04 gegen Eintracht Frankfurt am 12. März 2011 unterlief Fährmann als Torwart der Frankfurter ein kurioser Fehler, als er bei einem versuchten Abschlag den hinter sich lauernden Raúl nicht bemerkte. Sein Klärungsversuch endete mit einem Foulelfmeter für Schalke 04, den José Manuel Jurado zum 1:0 verwandelte. Schalke 04 siegte am Ende dadurch mit 2:1.
Am 30. August 2014 erlitt Fährmann im Spiel gegen den FC Bayern München nach einem Schuss von Robert Lewandowski auf sein rechtes Ohr eine Trommelfellverletzung.

## Titel und Auszeichnungen
FC Schalke 04
- Deutscher Supercupsieger: 2011
- Deutscher Zweitligameister und Aufstieg in die Bundesliga: 2022
- Deutscher A-Junioren-Meister: 2006
- Meister der A-Junioren-Bundesliga West: 2006

Auszeichnungen
- Die weiße Weste: 2018